# Erik Bergman (entreprenör)
Erik Viktor Bergman, född 11 februari 1988 i Jönköping, är en svensk företagsledare och entreprenör. Han är medgrundare till det börsnoterade bolaget Catena Media och grundare till välgörenhetsprojektet Great.com som samlar in pengar genom att locka spelare till internetcasinon för att sedan skänka eventuell vinst till välgörenhet.

## Biografi
Bergman är född och uppvuxen i Jönköping. Under uppväxten kom företagandet in tidigt då han redan som barn sålde frallor till grannarna. Under gymnasietiden började han spela poker online och blev enligt egen utsago framgångsrik inom detta och spelade turneringar runt om i världen. Det var pokern som förde honom vidare in till affiliate marketing.
År 2010 flyttade han tillsammans med barndomsvännen Emil Thidell till Malta. Här startade de tillsammans med Optimizer Invest kasino-sidan John Slots som marknadsförde olika spelbolag.

## Catena Media
År 2012 grundade Bergman, även denna gång tillsammans med Emil Thidell bolaget Catena Media. Catena Media växte fort och börsnoterades under 2016 på Nasdaq First North till en värdering på 1,6 miljarder kronor. I samband med börsnoteringen blev Bergmans aktier värderade till 270 miljoner kronor.
Efter 2016 lämnade Bergman bolaget och började engagera sig i välgörenhet. Han reste till Ghana och var med och finansierade en skola inom projektet IT for Children.

## Great.com
I januari 2018 köpte Bergman domännamnet Great.com för $900 000 för att bygga ett företag som lockar spelare till casinosidor på internet, där all vinst ska gå till välgörenhet. Bergman har många kontroversiella idéer för hur man driver ett företag, bland annat har han sagt till Forbes.com att han vill att alla löner ska vara publika och följt upp det med att publicera alla löner till personalen i Great.com i ett blogginlägg på deras egen webbsida. Än så länge har dessa idéer inte genererat något av ekonomiskt värde för bolaget, då Great.com under de tre första åren har spenderat 1,72 miljoner dollar på domännamn och löner samtidigt som det genererat 500 dollar i intäkter under samma tid.
I do feel some shame in writing that I’ve invested $1.72 million to earn $500, as I was expecting revenue to be closer to $500,000 by now.

## Filantropi
Bergman har offentliggjort att han vill ge bort merparten av sin förmögenhet till välgörande ändamål . Bergman startade 2019 en välgörenhetskampanj på Instagram. Målet med kampanjen var att skänka en miljon dollar till regnskogsorganisationen "Coalition for Rainforest Nations" . Kampanjen fick både ris och ros och han anklagades för att bara göra kampanjen för att få uppmärksamhet, något som Bergman delvis bekräftade. Någon ytterligare välgörenhet har inte offentliggjorts sedan dess och målet om att skänka bort merparten av förmögenheten var därmed enbart något som sades i marknadsföringssyfte.